# Атака на основі шифротексту
У криптографії, ата́ка на осно́ві шифроте́ксту (англ. Ciphertext-only attack) — один з основних способів криптоатак. Передбачається що криптоаналітику відомий тільки набір Шифртекстів, метою є отримання якомога більшої кількості відкритих текстів, відповідних наявним Шифртекстам, або ще краще — ключа, використаного при шифруванні. Шифротексти можуть бути отримані простим перехопленням повідомлень по відкритих каналах зв'язку. Даний вид атаки є слабким і незручним.

## Приклади в історії

### Британський Колос
У 1940 році англійській поліції вдалося прослухати шифровану німецьку радіопередачу незвичного виду. Основне секретне листування Третього рейху велося за допомогою шифратора «Енігма», але для більш важливих повідомлень використовувалася машина Lorenz SZ 40, передача тексту відбувалася в коді Бодо. Перехоплені дані були відправлені криптоаналітикам, де нова криптосистема отримала найменування «Риба» (Fish). Спеціально під криптосистему FISH в Блечлі-Парк було створено окремий підрозділ. Розкривати шифр вручну було абсолютно неефективно, спеціальний підрозділ  було створено для автоматизації робіт. Першим проєктом була оптомеханічна машина-компаратор Heath Robinson, проблеми використання якої були вирішені при створенні комп'ютера Colossus. Він складався з 1500 електронних ламп і дозволив скоротити час злому телеграм з декількох тижнів до 2-3 годин. Наступним етапом стало створення більш просунутого комп'ютера Colossus Mark II. Він працював приблизно в 5 разів швидше свого попередника, містив близько 2500 електронних ламп і допускав перепрограмування під самі різні завдання.
Примітно, що «Colossus» створений розробниками Максом Ньюменом і Томмі Флауерсом, а також за активної участі англійського математика Алана Тюрінга, був першою обчислювальною машиною не тільки в Англії, а й в усьому світі. Таким чином, можна вважати, що інформатика та обчислювальна техніка з'явилися завдяки потребам криптоаналізу.

### Атака на WEP
WEP — алгоритм забезпечення безпеки для мереж Wi-Fi.
Формат кадру для WEP:
- Незашифрована частина;
  - Вектор ініціалізації (англ. Initialization Vector) (24 біти);
  - Порожнє місце (англ. Pad) (6 біт);
  - Ідентифікатор ключа (англ. Key ID) (2 біти);
- Зашифрована частина
  - дані;
  - Контрольна сума (32 біти).

При шифруванні даних використовується алгоритм RC4. Для атаки на WEP потрібно виконати перехоплення та аналіз даних, що пересилаються. Всі атаки засновані на недоліках алгоритму RC4.

## Повний перебір
З появою високопродуктивної обчислювальної техніки у криптоаналітиків з'явилася можливість розкривати шифри методом перебору ключів. У процесі криптоаналізу доводиться перебирати мільярд ключів зі швидкістю тисяча ключів в секунду.

### Межі використання повного перебору
Можна подумати, що з ростом потужності комп'ютерів розрядність ключа, достатня для забезпечення безпеки інформації проти атаки методом повного перебору, буде необмежено зростати. Однак це не так. Існують фундаментальні обмеження обчислювальної потужності, накладені структурою всесвіту: наприклад, швидкість передачі будь-якого сигналу не може перевищувати швидкість поширення світла у вакуумі, а кількість атомів у Всесвіті (з яких, зрештою, складаються комп'ютери) величезна, але обмежена. Так, наприклад, можна описати два фундаментальних обмеження:
- засноване на виділеній Сонцем енергії
- засноване на масі Землі.